# Туцзяни
Туцзяни (土家族, Tǔjiā Zú; самоназва: Bizika, бісека) — народ в Китаї, входить в 55 офіційно визнаних етнічних груп країни. Проживають в провінціях Хунань, Хубей, Сичуань і Гуйчжоу. Чисельність 8 028 113 (перепис, 2000). За походженням туцзя відносяться до народів тибето-бірманської мовної групи; історично пов'язані з населенням стародавнього царства Ба. Сильно китаїзовані, розмовляють китайською мовою. У минулому говорили двома мовами — північною і південною туцзя, але в даний час ними володіє менше 1 % населення: північною — 70 000, а південною — 1500 осіб (2002). Зберігають лише деякі риси самобутньої культури. Основні традиційні заняття: землеробство (рис, кукурудза, батат; орне поливне на рівнинах, богарне мотичне в горах) і лісівництво (тунг, чайне дерево).

## Писемність
Алфавіт для мови туцзя був складений на латинській основі в 1983 році. З 1986 року він почав використовуватись в початкових школах Сянсі-Туцзя-Мяоської автономії.
Фонетика мови побудована на складах. Склад складається з ініціалі (приголосного звуку з якого починається склад) і фіналі (голосного, або поєднання голосних і приголосних звуків). Також буває, що склад складається тільки з фіналі.
- Ініціалі:

| Буква | МФА  | Буква | МФА   | Буква | МФА  |
| ----- | ---- | ----- | ----- | ----- | ---- |
| b     | [b]  | x     | [tsh] | x     | [ɕ]  |
| p     | [ph] | s     | [s]   | y     | [j]  |
| m     | [m]  | r     | [z]   | g     | [k]  |
| w     | [w]  | l     | [l]   | k     | [kh] |
| d     | [t]  | j     | [tɕ]  | ng    | [ŋ]  |
| t     | [th] | q     | [tɕh] | h     | [x]  |
| z     | [ts] | n     | [ɲ]   | hx    | [ɣ]  |

- Фіналі:

| Буква | МФА  | Буква | МФА   | Буква | МФА   |
| ----- | ---- | ----- | ----- | ----- | ----- |
| a     | [a]  | ei    | [ei]  | ou    | [əu]  |
| e     | [e]  | en    | [ẽ]   | ong   | [uŋ]  |
| i     | [i]  | ia    | [ia]  | uai   | [uai] |
| o     | [o]  | ie    | [ie]  | ui    | [uei] |
| u     | [u]  | iao   | [iau] | uan   | [uã]  |
| ai    | [ai] | iu    | [iəu] | un    | [un]  |
| ao    | [au] | ian   | [iã]  |       |       |
| an    | [ã]  | in    | [ĩ]   |       |       |

- Тони позначаються знаками x r v f.

## Поширення туцзя

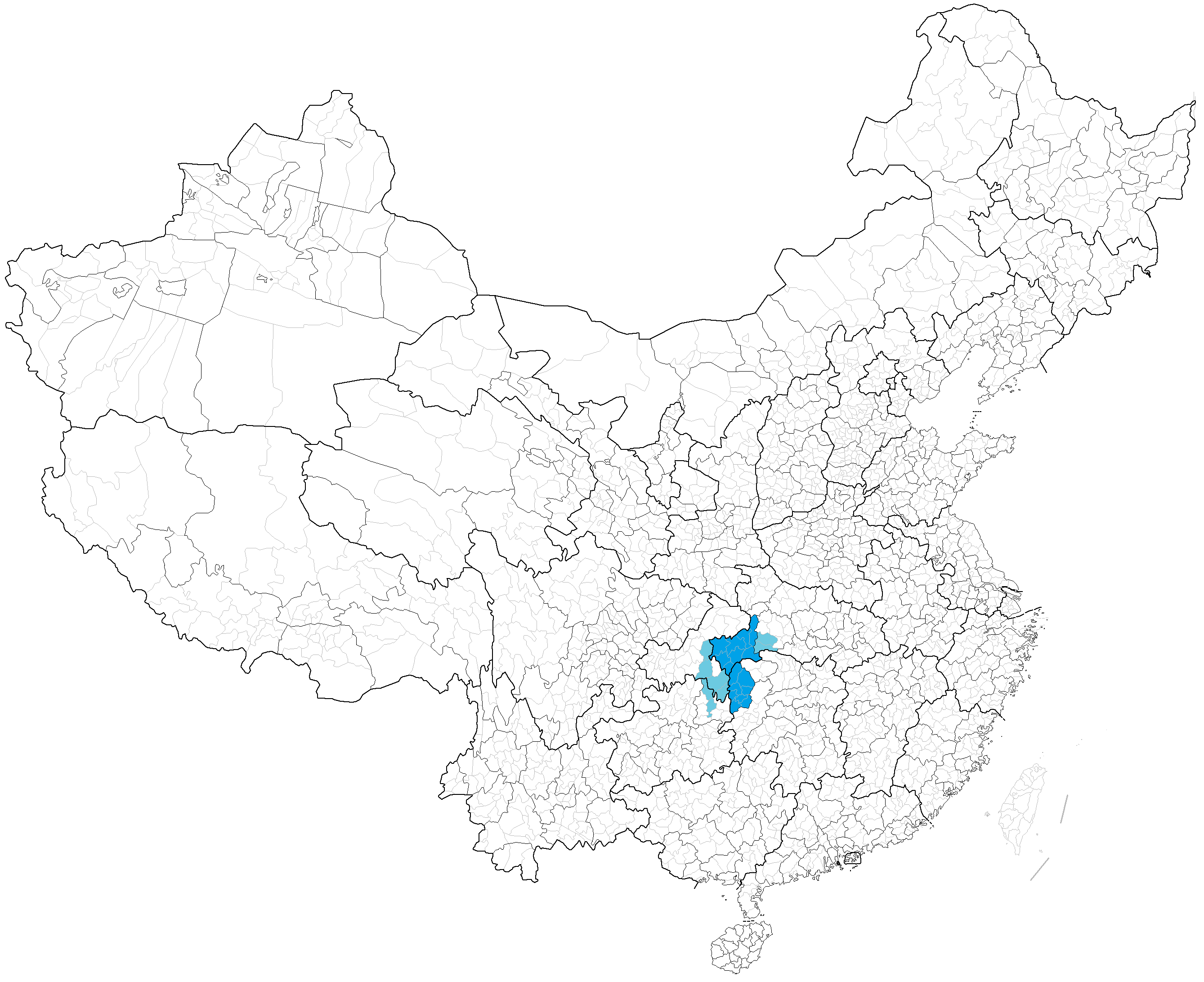
Визначені урядом КНР автономії туцзя

### По провінціях
Згідно з переписом 2000 року в Китаї 8 028 133 туцзя.
Розподіл туцзя в Китаї:
| Провінція            | Чисельність туцзя | % від усіх туцзя |
| -------------------- | ----------------- | ---------------- |
| Провінція Хунань     | 2.639.534         | 32,88 %          |
| Провінція Хубей      | 2.177.409         | 27,12 %          |
| Провінція Гуйчжоу    | 1.430.286         | 17,82 %          |
| Міський округ Чунцін | 1.424.352         | 17,74 %          |
| Провінція Гуандун    | 135.431           | 1,69 %           |
| Провінція Чжецзян    | 55.310            | 0,69 %           |
| Провінція Сичуань    | 41.246            | 0,51 %           |
| Провінція Фуцзянь    | 29.046            | 0,36 %           |
| Решту Китаю          | 95.519            | 1,19 %           |

Туцзя становить в Чунцін 4,67 %, в Хунань 4,17 %, в Гуйчжоу 4,06 %, в Хубей 3,66 % і в Гуандун 0,16 %.

### Повітовий рівень
Розподіл туцзя по повітах (2000)
Наведено повіти, в яких туцзяни складають від 0,5 % усього населення.
| Провінційний рівень | Окружний рівень                          | Повітовий рівень                        | Кількість туцзя | % від усіх туцзя |
| ------------------- | ---------------------------------------- | --------------------------------------- | --------------- | ---------------- |
| Чунцін              | --                                       | Юян-Туцзя-Мяоський автономний повіт     | 462 444         | 5,76 %           |
| Провінція Хунань    | Чжанцзяцзе                               | Цилі                                    | 399 906         | 4,98 %           |
| Провінція Хубей     | Еньши-Туцзя-Мяоська автономна префектура | м. Лічуань                              | 388 035         | 4,83 %           |
| Провінція Хунань    | Чанде                                    | Шимень                                  | 387 480         | 4,83 %           |
| Провінція Гуйчжоу   | Тунжень                                  | Яньхе-Туцзяський автономний повіт       | 383 499         | 4,78 %           |
| Чунцін              | --                                       | Шичжу-Туцзяський автономний повіт       | 348 790         | 4,34 %           |
| Провінція Хунань    | Сянсі-Туцзя-Мяоська автономна префектура | Юншунь                                  | 342 570         | 4,27 %           |
| Провінція Хунань    | Чжанцзяцзе                               | район Юндін                             | 319 330         | 3,98 %           |
| Провінція Гуйчжоу   | Тунжень                                  | Децзян                                  | 300 432         | 3,74 %           |
| Провінція Хубей     | Еньши-Туцзя-Мяоська автономна префектура | Сяньфен                                 | 276 394         | 3,44 %           |
| Провінція Хубей     | Еньши-Туцзя-Мяоська автономна префектура | м. Еньши                                | 270 753         | 3,37 %           |
| Чунцін              | --                                       | район Цяньцзян                          | 261 327         | 3,26 %           |
| Провінція Хунань    | Чжанцзяцзе                               | Санчжи                                  | 260 092         | 3,24 %           |
| Провінція Хунань    | Сянсі-Туцзя-Мяоська автономна префектура | Луншань                                 | 251 007         | 3,13 %           |
| Провінція Гуйчжоу   | Тунжень                                  | Їньцзян-Туцзя-Мяоський автономний повіт | 233 802         | 2,91 %           |
| Провінція Хубей     | Еньши-Туцзя-Мяоська автономна префектура | Бадун                                   | 212 424         | 2,65 %           |
| Провінція Хубей     | Їчан                                     | Чан'ян-Туцзяський автономний повіт      | 211 129         | 2,63 %           |
| Чунцін              | --                                       | Сюшань-Туцзя-Мяоський автономний повіт  | 197.570         | 2,46 %           |
| Провінція Хубей     | Їчан                                     | Уфен-Туцзяський автономний повіт        | 174 546         | 2,17 %           |
| Провінція Хубей     | Еньши-Туцзя-Мяоська автономна префектура | Цзяньши                                 | 173 984         | 2,17 %           |
| Провінція Гуйчжоу   | Тунжень                                  | Синань                                  | 160 089         | 1,99 %           |
| Провінція Хунань    | Сянсі-Туцзя-Мяоська автономна префектура | Баоцзін                                 | 148 291         | 1,85 %           |
| Провінція Хубей     | Еньши-Туцзя-Мяоська автономна префектура | Хефен                                   | 142 805         | 1,78 %           |
| Провінція Хубей     | Еньши-Туцзя-Мяоська автономна префектура | Сюаньень                                | 140 837         | 1,75 %           |
| Провінція Хунань    | Сянсі-Туцзя-Мяоська автономна префектура | м. Цзішоу                               | 103 242         | 1,29 %           |
| Провінція Хунань    | Хуайхуа                                  | Юаньлін                                 | 102 636         | 1,28 %           |
| Провінція Хубей     | Еньши-Туцзя-Мяоська автономна префектура | Лайфен                                  | 93 471          | 1,16 %           |
| Провінція Гуйчжоу   | Тунжень                                  | Цзянкоу                                 | 77 791          | 0,97 %           |
| Чунцін              | --                                       | Пеншуй-Мяо-Туцзяський автономний повіт  | 74 591          | 0,93 %           |
| Провінція Гуйчжоу   | Тунжень                                  | район Біцзян                            | 70 286          | 0,88 %           |
| Провінція Хунань    | Сянсі-Туцзя-Мяоська автономна префектура | Фенхуан                                 | 64 727          | 0,81 %           |
| Провінція Хунань    | Сянсі-Туцзя-Мяоська автономна префектура | Гучжан                                  | 47 162          | 0,59 %           |
| Провінція Гуйчжоу   | Цзуньї                                   | Учуань-Гелао-Мяоський автономний повіт  | 46 253          | 0,58 %           |
| Провінція Хунань    | Хуайхуа                                  | Сюйпу                                   | 45 900          | 0,57 %           |
| Провінція Хунань    | Чжанцзяцзе                               | район Улін'юань                         | 41 910          | 0,52 %           |
| Провінція Хунань    | Сянсі-Туцзя-Мяоська автономна префектура | Лусі                                    | 40 643          | 0,51 %           |
| Решта Китаю         |                                          |                                         | 771 985         | 9,62 %           |